# Javier Cienfuegos
Javier Cienfuegos Pinilla (Montijo, 15 luglio 1990) è un martellista spagnolo.

## Palmarès
| Anno | Manifestazione  | Sede           | Evento              | Risultato | Prestazione | Note             |
| ---- | --------------- | -------------- | ------------------- | --------- | ----------- | ---------------- |
| 2007 | Mondiali U18    | Ostrava        | Lancio del martello | 18º (q)   | 64,04 m     |                  |
| 2007 | Europei U20     | Hengelo        | Lancio del martello | 20º (q)   | 63,74 m     |                  |
| 2008 | Mondiali U20    | Bydgoszcz      | Lancio del martello | 12º       | 65,93 m     |                  |
| 2009 | Europei U20     | Novi Sad       | Lancio del martello | Bronzo    | 79,12 m     | Record nazionale |
| 2009 | Mondiali        | Berlino        | Lancio del martello | 24º (q)   | 72,01 m     |                  |
| 2010 | Ibero-americani | San Fernando   | Lancio del martello | 4º        | 69,39 m     |                  |
| 2010 | Europei         | Barcellona     | Lancio del martello | 18º (q)   | 72,19 m     |                  |
| 2011 | Europei U23     | Ostrava        | Lancio del martello | Argento   | 73,03 m     |                  |
| 2011 | Mondiali        | Taegu          | Lancio del martello | 32º (q)   | 67,49 m     |                  |
| 2012 | Europei         | Helsinki       | Lancio del martello | 22º (q)   | 70,91 m     |                  |
| 2012 | Giochi olimpici | Londra         | Lancio del martello | 16º (q)   | 73,73 m     |                  |
| 2013 | Mondiali        | Mosca          | Lancio del martello | 25º (q)   | 70,79 m     |                  |
| 2014 | Europei         | Zurigo         | Lancio del martello | 15º (q)   | 72,55 m     |                  |
| 2015 | Mondiali        | Pechino        | Lancio del martello | 29º (q)   | 70,96 m     |                  |
| 2016 | Europei         | Amsterdam      | Lancio del martello | 12º       | 68,17 m     |                  |
| 2016 | Giochi olimpici | Rio de Janeiro | Lancio del martello | 27º (q)   | 69,73 m     |                  |
| 2018 | Europei         | Amsterdam      | Lancio del martello | 15º (q)   | 72,76 m     |                  |
| 2018 | Ibero-americani | Trujillo       | Lancio del martello | Oro       | 74,71 m     |                  |
| 2019 | Mondiali        | Doha           | Lancio del martello | 7º        | 76,57 m     |                  |
| 2021 | Giochi olimpici | Tokyo          | Lancio del martello | 10º       | 76,30 m     |                  |
| 2022 | Mondiali        | Eugene         | Lancio del martello | 14º (q)   | 74,25 m     |                  |
| 2022 | Europei         | Monaco         | Lancio del martello | 11º       | 73,06 m     |                  |

## Campionati nazionali
- 11 volte campione nazionale del lancio del martello (2009-2010; 2012-2016; 2018-2021)

## Altre competizioni internazionali
2022
- Argento in Coppa Europa di lanci ( Leiria), lancio del martello - 75,59 m

2023
- 19º in Coppa Europa di lanci ( Leiria), lancio del martello - 69,12 m